# Monts Santa Renia
 (octobre 2015).
Les monts Santa Renia sont une chaîne de montagnes située dans le comté d'Elko au Nevada aux États-Unis.